# Yume Penguin Monogatari
Yume Penguin Monogatari (夢ペンギン物語?) è un videogioco del 1991 sviluppato e pubblicato da Konami per Family Computer.
Il protagonista del gioco è un pinguino blu obeso di nome Penta, molto simile a Pentarou, personaggio giocante della serie di videogiochi Parodius.